# Roberto Grigis
Roberto Giacomo Grigis (Alzano Lombardo, 16 settembre 1962) è un ex sciatore alpino italiano.

## Biografia
Specialista delle prove tecniche originario di Selvino, Grigis vinse la medaglia di bronzo nello slalom speciale agli Europei juniores di Madonna di Campiglio 1980, mentre in Coppa del Mondo ottenne il primo piazzamento il 9 dicembre 1980 a Madonna di Campiglio nella medesima specialità (13º) e il miglior risultato il 18 gennaio 1981 a Kitzbühel ancora in slalom speciale (4º) dopo aver terminato in prima posizione la prima manche; ai XIV Giochi olimpici invernali di Sarajevo 1984, sua unica presenza olimpica, non terminò lo slalom speciale. Campione italiano di slalom speciale nel 1989, ottenne l'ultimo risultato della sua carriera agonistica in occasione dello slalom speciale di Coppa del Mondo disputato a Waterville Valley il 29 novembre 1989 (10º); non ottenne piazzamenti ai Campionati mondiali.

## Palmarès

### Europei juniores
- 1 medaglia[1]:
  - 1 bronzo (slalom speciale a Madonna di Campiglio 1980)

### Coppa del Mondo
- Miglior piazzamento in classifica generale: 55º nel 1989

### Coppa Europa
- Miglior piazzamento in classifica generale: 13º nel 1987

### Campionati italiani
- 5 medaglie[2]:
  - 1 oro (slalom speciale nel 1989)
  - 3 argenti (slalom gigante nel 1980; slalom speciale nel 1984; slalom speciale nel 1988)
  - 1 bronzo (slalom speciale nel 1987)